# Rudi Spring
Rudi Spring (* 17. März 1962 in Lindau am Bodensee) ist ein deutscher Komponist, Pianist und Musikpädagoge.

## Leben
Rudi Spring erhielt ab 1971 ersten Klavier- und Kompositionsunterricht bei Alfred Kuppelmayer (1918–1977). Während seines Studiums am Konservatorium Bregenz (1976–1980) erhielt er Unterricht in Kammermusik bei Heinrich Schiff, mit dem er auch als Duo-Partner und Komponist zusammenarbeitete. An der Musikhochschule München studierte er von 1981 bis 1986 Komposition bei Wilhelm Killmayer und Heinz Winbeck sowie Klavier bei Karl-Hermann Mrongovius. 1987 wurde er Lehrbeauftragter der Hochschule, zunächst für Korrepetition, später für Gehörbildung, Analyse und Tonsystematik. Seit 1999 hat er an der Musikhochschule München einen Lehrauftrag in Liedgestaltung inne, seit 2020 im Rahmen einer Honorarprofessur. Von 2008 bis 2015 wirkte er parallel dazu als Lehrbeauftragter für Liedgestaltung am Leopold-Mozart-Zentrum in Augsburg.
Von 1975 bis 1986 wirkte Spring als Kirchenorganist, seit 1985 auch als Dirigent. Als Pianist spielte er von 1985 bis 2003 im Duo mit dem Geiger Erich Höbarth. Weitere Duo-Partner waren unter anderem Hariolf Schlichtig (Viola), Maria Reiter (Akkordeon), Jessica Kuhn (Cello) und die Sängerin Salome Kammer, die er zum Beispiel 2009 beim Rheingau Musik Festival in Liedern und Chansons der 1920er bis 1940er Jahre begleitete. Weiters konzertierte er als Pianist im Gasteig im Trio mit Jens Josef (Flöte) und Graham Waterhouse (Cello). Spring setzt sich, insbesondere im Rahmen seiner Hochschultätigkeit, für charakteristisches, aber vernachlässigtes Lied-Repertoire ein, so zum Beispiel für das Schaffen von unter anderem  Conrad Ansorge, Frederick Delius, Gustav Holst, Charles Koechlin, Albert Roussel, Louis Vierne, Florent Schmitt, Hans Sommer, Peter Cornelius und Robert Franz.
Kompositionsaufträge erhielt Spring zum Beispiel von der der Internationalen Hugo-Wolf-Akademie, vom Bodenseefestival, vom Klavier-Festival Ruhr, vom Deutschen Musikrat, vom Land Baden-Württemberg, vom Münchener Kammerorchester sowie von Konstantin Wecker, dessen Filmmusik In der Mitte eines Lebens Spring orchestrierte.
Seit 2014 verfasst er alljährlich in der Zeitschrift Vox Humana das Jubilar-Mosaik „Im Bann der runden Zahlen“, welches ausgehend von Geburts- und Sterbejahren von Komponisten und Dichtern (in 50-Jahr-Schritten) die ganze Bandbreite des Klavierlied-Repertoires ausleuchtet, das Weltberühmte mit dem Entlegenen verknüpfend.
Rudi Spring lebt mit seiner Frau und zwei gemeinsamen Söhnen in München.

## Ehrungen
- 1987: Feldkircher Kulturpreis
- 1988: Bayerischer Staatlicher Förderpreis für junge Künstler
- 2002: Internationaler Bodenseekulturpreis[5]
- 2005: Stipendiat der Villa Massimo in Rom[5]
- 2012: Kulturpreis der Stadt Lindau[5]

## Kompositionen (Auswahl)

### Bühnenwerke
- Lieder zum Theaterstück Maria Madlenerin von Helga Sauermann (op. 64a; 1995) für Altstimme, kleines Akkordeon (auf G) und Trommel. UA 1995 Lindau)

- Er trieb einen kleinen Finsternishandel (op. 71; 1999). Kammerspiel für Sprechstimme, Klangfiguren (halb Puppe, halb Instrument), Akkordeon und Violoncello. Libretto: nach Aphorismen von Georg Christoph Lichtenberg. UA 1999 Schloss Seefeld
- Zwei fragmentarische Szenen (op. 74e; 2000/02) für Mezzosopran und Klavier

- Die Donau und ihr Geist (op. 78; 2002). Märchen-Melodram für Erzählstimme, Pantomimengruppe und Sextett: Klarinette (Es/B), Tenorhackbrett, Akkordeon, Celesta / Klavier, Violine und Kontrabass. Libretto: Andrea Haupt und Elisabeth Verhoeven. UA 2002 Stuttgart

### Vokalkompositionen
Für Solostimme und 1–6 Instrumente
- Galgenliederbuch (op. 19; 1983–2000) für Gesang und Klavier. Texte: aus den Galgenliedern (1895–1905) von Christian Morgenstern

- Drei Galgenlieder (op. 19d; 1983–99/2000). UA (Nr. 1) 1999 Seefeld / Oberbayern

- Abend der Kindheit (op. 20a; 1983) für Sopran und Quintett (Klarinette, Horn, Harfe, Violine und Violoncello). Text: Hermann Lenz. UA 1983 München (Musikhochschule)
- So nah in der Ferne (op. 52; 1984–91). Liederzyklus für Sopran (oder Mezzosopran) und Trio: Flöte, Viola und Violoncello. Texte: Wolfgang Bächler. UA 1992 Augsburg;  Aufnahme 1992 (BR München)

- Liederfolge (op. 54; 1992/97) für Gesang und Klavier. UA Nr. 1-3, 5, 7: 1995 Weilburg (Dietrich Henschel [Bariton], Fritz Schwinghammer [Klavier]). Aufnahme 1998 (Brüssel). UA Nr. 4 und 6: 1998 Prien am Chiemsee, Aufnahme 1999 (BR München)

- Ach sender schenke (op. 55; 1992/93). Vorspiel, Liederkreis und Tanzleich für Bariton und Quintett: Klarinette / Bassetthorn, Schlagzeug, Tenorhackbrett, Viola und Violoncello. Texte: Ulrich von Winterstetten. UA 1993 Schloss Achberg
- Incontro (op. 79; 2003). Dialogische Canzone für Bariton und Klavier (oder Hammerflügel). Text: Francesco Petrarca (Canzoniere 359 Canzoniere (Rerum vulgarium fragmenta)/Quando il soave mio fido conforto; zweisprachige Fassung von Rudi Spring). UA 2004 Eckelshausener Musiktage
- Ich will singen und spielen, solange ich da bin (op. 85; 2007). Liederzyklus für Sopran und Quintett: Bassklarinette, Akkordeon, Violine, Violoncello und Klavier. Texte: Psalm-Übersetzungen von Arnold Stadler. UA 2007 Arp-Museum
- Volkslied-Strauß (2008/09) für Stimme und Klavier. UA 2009 Lehmbruck-Museum

Für Solostimme und größeres Ensemble / Orchester
- Entzündet (op. 70e; 2001) für Chanson-Bariton, Akkordeon und Streichorchester. Text: Konstantin Wecker[8] UA 2001 Philharmonie am Gasteig; (Konstantin Wecker [Gesang]; Maria Reiter [Akkordeon]; Abonnentenorchester der Münchner Philharmoniker, Dirigent: Heinrich Klug)
- Heimkunft (Kammersinfonie Nr. 3 op. 74; 2000/01) für Mezzosopran (oder Alt), Flöte, Klarinette, Trompete, Akkordeon, Harfe und Streichorchester (10.0.4.3.1). Text: Friedrich Hölderlin, Heimkunft. An die Verwandten (1801–04)[9] UA 2001 Tettnang (Neues Schloss; mit Christa Mayer)

Für Stimmen a cappella
- Von guten Mächten wunderbar geborgen (op. 45; 1983–1988) für 5-stimmigen gemischten Chor. Text: Dietrich Bonhoeffer (19. Dezember 1944).[10] UA 1991 München (Studienchor der Musikhochschule, Dirigent: Max Frey)

- Narcissus und Echo (op. 59; 1994). Gesangsszene für 6-stimmigen gemischten Chor. Text: Ovid, Metamorphosen 3,339-510.[11] UA 1994 Kloster Irsee (Auswahlchor, Dirigent: Kurt Suttner)
- Das Mädchen aus der Fremde (op. 74a; 2000) für 4-stimmigen Frauenchor. Text: Friedrich Schiller (Sommer 1796).[12] UA 2001 Herz-Jesu-Kirche München

### Instrumentalmusik
Für 1 bis 8 Spieler
- Sonatine (op. 1; 1979) für Violoncello und Klavier. Aufnahme 1980 (ORF Linz; Heinrich Schiff [Violoncello], Rudi Spring [Klavier])

- Quartett (op. 47; 1989) für 2 Flöten (2. mit h-Fuß), Naturton-Hackbrett in A und Klavier. UA 22. November 1989 Schondorf am Ammersee (Ensemble Ikarus)
- Invokationen (1988ff.) für 1–4 Hackbrett-Instrumente (zum Teil in naturtöniger Stimmung)
- Tangos (1994ff.) für Tenorhackbrett, Akkordeon und Klavier
- Drei Nachtstücke (op. 77a; 2000/01; in memoriam Andreas Heider) für Akkordeon. UA (Nr. 1) 2001 Fürstenfeldbruck, (Nr. 2-3) 2003 Bregenz (Maria Reiter)
- Canto sopra un’ idea frattale (op. 81e; 2005) für Fagott und Orgel. UA 2005 Wien (Radio-Kulturhaus des ORF)
- Risonanze (op. 82b; 2005) für Flöte. UA 2005 Rom, Villino der Villa Massimo; Roberto Fabbriciani

- Praeludien (op. 37; 1986/87) für Streichsextett (1.1.2.2.0) und Klavier. UA 1992 Schwaz (Wiener Streichsextett, Rudi Spring [Klavier]). Aufnahme 1992 (ORF Innsbruck)
- Violato (op. 50; 1991). Studie (Quintkanon) für 6 Bratschen. UA 1991 München

Für größeres Ensemble / Orchester
- Szene 1 (op. 10; 1981; revidiert 1987) für Violoncello und Orchester. UA (1. Fassung) 1981 Prag (Heinrich Schiff [Violoncello]; Prager Symphoniker, Dirigent: Jiří Bělohlávek [1946–2017])
- Kammersinfonie Nr. 1 (op. 63; 1995) für 12 Blechbläser. UA 1995 Berlin
- Kammersinfonie Nr. 2 (op. 68; 1997) für Klarinette / Tenorsaxophon, Horn, Schlagzeug, Akkordeon und Streichorchester (12.0.4.3.1). UA 1998 Herkulessaal, u. a. Münchener Kammerorchester, Dirigent: Jobst Liebrecht
- Heimkunft (Kammersinfonie Nr. 3 op. 74; 2000/01)

## Diskografie (Auswahl)
- Così fan Tango. Mit Maria Reiter, Akkordeon; Marianne Kirch, Hackbrett; Rudi Spring, Klavier (Voce Magna; 1996)
- Bach dreifach. Klaviermusik von Carl Philipp Emanuel Bach, Johann Sebastian Bach, Wilhelm Friedemann Bach (Adera; 2000)
- Auf Schuberts Spur, der Klaviersonaten-Periode 1823–1826 gewidmet (Eigenproduktion; 2003/2004)
- MiniatUrvertrauen. Klaviermusik von Jean Sibelius (Alessa Records; 2009)
- I hate music. Mit Salome Kammer, Gesang. Werke von u. a. Friedrich Hollaender, Kurt Weill, Leonard Bernstein (Capriccio Digital; 2007)
- Salomix-max. Werke von Rudi Spring, Cole Porter, Wolfgang Amadeus Mozart, Kurt Weill und anderen. Mit Salome Kammer, Gesang (2008)
- I’m a stranger here myself. Werke von Rudi Spring, Kurt Weill, Hanns Eisler. Mit Salome Kammer, Gesang; Rudi Spring, Klavier (Capriccio; 2013)

## Porträts
- Musik hören, Musik verstehen: Alfred Solder (* 1949) im Gespräch mit den Komponisten Michael Neunteufel und Rudi Spring (ORF, Programm Ö1, 16. Oktober 1987)

- Die Kochsche Schneeflocke (Deutschland 2005; Dokumentation der Uraufführung des Canto sopra un’ idea frattale für Fagott und Orgel in Wien). Regie: Norbert Wartig, Produktion: LNW Film